# ICE Hockey League 2023/24
Die Saison 2023/24 der ICE Hockey League war die vierte Spielzeit der Österreichischen Eishockeyliga unter internationaler Beteiligung unter diesem Namen. Die aus 13 Mannschaften aus vier Ländern bestehende Liga begann am 15. September 2023 und endete im April 2024. Offizieller Name der Liga ist aus Sponsoringgründen win2day ICE Hockey League.

## Modus
Wie in der vergangenen Saison begann die Spielzeit mit einem Grunddurchgang, in dem sich die Teams je viermal gegenüberstanden. Hierbei qualifizierten sich die besten sechs Mannschaften für das Viertelfinale. Die Teams auf den Rängen 7 bis 10 spielten in „best-of-3“-Serien die letzten 2 Startplätze der Playoffs aus.
Die Playoffs werden im Modus „best-of-7“ gespielt.

## Teilnehmer
| Klub                 | Ort                      | Heimarena                      | Kapazität | Saison 2022/23    |
| -------------------- | ------------------------ | ------------------------------ | --------- | ----------------- |
| Pioneers Vorarlberg  | Feldkirch                | Vorarlberghalle                | 05.200    | 13.               |
| EC VSV               | Villach                  | Stadthalle Villach             | 04.500    | 4., Viertelfinale |
| EC KAC               | Klagenfurt am Wörthersee | Stadthalle Klagenfurt          | 04.409    | 5., Halbfinale    |
| EC Red Bull Salzburg | Salzburg                 | Eisarena Salzburg              | 03.400    | 2., Meister       |
| HC Pustertal         | Bruneck                  | Intercable Arena               | 03.100    | 11.               |
| HC Innsbruck         | Innsbruck                | Tiroler Wasserkraft Arena      | 03.000    | 3., Viertelfinale |
| HC Bozen             | Bozen                    | Sparkasse Arena                | 07.000    | 1., Vizemeister   |
| HK Olimpija          | Ljubljana                | Hala Tivoli                    | 04.200    | 12.               |
| Fehérvár AV19        | Székesfehérvár           | Ifjabb Ocskay Gábor Jégcsarnok | 03.500    | 8., Viertelfinale |
| Asiago Hockey        | Asiago                   | Pala Hodegart                  | 03.500    | 9., Pre-Playoff   |
| Graz 99ers           | Graz                     | Merkur Eisstadion              | 04.126    | 10., Pre-Playoff  |
| Vienna Capitals      | Wien                     | Steffl Arena                   | 07.022    | 6., Halbfinale    |
| Black Wings Linz     | Linz                     | Linz AG Eisarena               | 04.865    | 7., Viertelfinale |

## Trainer
|            | Mannschaft           | Trainer                                             |
| ---------- | -------------------- | --------------------------------------------------- |
| Osterreich | Pioneers Vorarlberg  | Dylan Stanley                                       |
| Osterreich | EC VSV               | Rob Daum (bis Oktober 2023) Marcel Rodman           |
| Osterreich | EC KAC               | Kirk Furey                                          |
| Osterreich | EC Red Bull Salzburg | Oliver David                                        |
| Italien    | HC Pustertal         | Tomek Valtonen (bis Jänner 2024) Kasper Vuorinen    |
| Osterreich | HC Innsbruck         | Mitch O’Keefe                                       |
| Italien    | HC Bozen             | Niklas Sundblad (bis September 2023) Glen Hanlon    |
| Slowenien  | HK Olimpija          | Antti Karhula                                       |
| Ungarn     | Fehérvár AV19        | Dávid Kiss                                          |
| Italien    | Asiago Hockey        | Tom Barrasso                                        |
| Osterreich | Graz 99ers           | Johan Pennerborn                                    |
| Osterreich | Vienna Capitals      | Marc Habscheid (bis Oktober 2023) Christian Dolezal |
| Osterreich | Black Wings Linz     | Philipp Lukas                                       |

## Hauptrunde

### Kreuztabelle
| Heimmannschaft                                                    | Gastmannschaft      | Gastmannschaft      | Gastmannschaft      | Gastmannschaft | Gastmannschaft      | Gastmannschaft      | Gastmannschaft | Gastmannschaft      | Gastmannschaft      | Gastmannschaft | Gastmannschaft      | Gastmannschaft | Gastmannschaft |
| ----------------------------------------------------------------- | ------------------- | ------------------- | ------------------- | -------------- | ------------------- | ------------------- | -------------- | ------------------- | ------------------- | -------------- | ------------------- | -------------- | -------------- |
| Heimmannschaft                                                    | RBS                 | HCB                 | KAC                 | VIC            | AVS                 | BWL                 | VSV            | HCI                 | ASH                 | G99            | PUS                 | HKO            | PIV            |
| RBS                                                               | –                   | 6:3 5:2             | 4:1                 | 1:2 n. V. 6:1  | 4:1 1:2             | 2:1 n. V. 3:1       | 4:3 4:1        | 3:1 2:3             | 4:2 3:1             | 4:3 n. V. 9:1  | 2:1 1:7             | 4:1 4:3 n. V.  | 6:2 4:0        |
| HCB                                                               | 3:0 4:1             | –                   | 2:4 3:0             | 4:1 7:3        | 1:3 4:2             | 2:5 4:2             | 5:4 n. V. 3:2  | 4:2 2:4             | 4:3 n. V. 7:4       | 3:1 6:3        | 0:2 1:4             | 0:1 3:0        | 4:1 2:4        |
| KAC                                                               | 8:1 1:2 n. V.       | 1:2 5:3             | –                   | 5:2 6:1        | 7:3 5:2             | 5:4 n. P. 4:2       | 4:2 6:1        | 4:3 n. P. 2:3 n. P. | 4:3 12:0            | 4:1 3:1        | 1:2 2:0             | 4:0 8:1        | 4:0 8:5        |
| VIC                                                               | 4:0 3:2             | 1:4 2:4             | 2:5 1:2             | –              | 5:6 n. V. 4:3 n. P. | 2:5 2:1             | 4:3 n. V. 3:4  | 1:4 3:4 n. P.       | 4:5 n. V. 3:4 n. V. | 3:4 n. V. 4:3  | 1:3 2:3 n. P.       | 2:5 3:6        | 3:2 n. V. 4:2  |
| AVS                                                               | 1:4 4:2             | 1:2 3:5             | 1:7 0:2             | 4:2 2:1        | –                   | 2:1                 | 3:2            | 3:0 5:3             | 10:2 4:2            | 6:1 5:2        | 5:3 2:0             | 6:3 1:5        | 2:4 5:4        |
| BWL                                                               | 3:4 n. P. 2:1 n. P. | 2:0 4:3             | 2:3 n. V. 1:2       | 4:1 8:1        | 4:1 3:2 n. V.       | –                   | 2:4 2:1        | 3:0 1:3             | 5:2 3:4 n. V.       | 6:0 1:4        | 1:4 4:1             | 4:2 6:5        | 7:2 5:2        |
| VSV                                                               | 2:1 4:3             | 4:1 7:3             | 4:2 2:4             | 6:3 3:4        | 1:2 2:1 n. V.       | 3:2 2:5             | –              | 5:2 1:0             | 2:1 n. P. 6:3       | 3:2 7:2        | 5:4 n. P. 2:3 n. P. | 4:6 3:2 n. V.  | 6:4 2:1        |
| HCI                                                               | 2:1 n. V. 4:3       | 5:1 0:2             | 4:1 2:3             | 6:3 1:2 n. P.  | 1:4 3:2 n. V.       | 2:3 n. V. 4:5 n. P. | 3:2 4:3 n. V.  | –                   | 5:4 n. V. 5:0 1     | 5:2 4:1        | 5:6 n. P. 1:4       | 2:3 n. P. 0:3  | 4:3 4:2        |
| ASH                                                               | 2:6 2:3 n. P.       | 0:3 2:5             | 2:1 n. V. 2:5       | 1:0 1:2 n. V.  | 0:3 3:4             | 8:7 n. P. 1:4       | 3:4 n. V. 2:4  | 7:4 3:4 n. V.       | –                   | 4:3 0:4        | 2:0 6:3             | 0:5 4:5        | 6:4 5:2        |
| G99                                                               | 1:2                 | 0:2 0:7             | 3:2 1:2             | 2:3 2:3 n. V.  | 6:4 1:9             | 0:5 1 3:2 n. V.     | 2:5 1:7        | 0:1 n. V. 1:4       | 2:1 n. V. 3:4       | –              | 3:2 n. V. 1:2       | 2:3 n. V. 1:6  | 1:3 1:4        |
| PUS                                                               | 1:4 3:2             | 2:3 n. V. 4:5 n. V. | 5:3 1:7             | 6:1 2:1        | 2:5 2:3             | 1:4 5:4 n. P.       | 4:3 3:6        | 2:0 4:6             | 5:2 4:3 n. V.       | 5:0 1 5:1      | –                   | 2:4 6:3        | 3:1 3:6        |
| HKO                                                               | 2:3 4:5 n. P.       | 3:4 n. V. 3:0       | 3:2 n. P. 7:6 n. P. | 2:3 3:0        | 3:4 3:6             | 2:3 n. V. 0:2       | 2:5 2:3        | 1:2 5:2             | 5:1 4:2             | 3:6 5:1        | 6:3 4:3 n. V.       | –              | 1:7 1:4        |
| PIV                                                               | 3:6 3:2 n. V.       | 5:4 4:1             | 2:1 n. P. 2:4       | 4:6 3:2 n. V.  | 3:6 2:3 n. V.       | 4:1 7:3             | 6:1 3:2        | 2:4 5:4 n. V.       | 2:0 6:2             | 1:2 n. V. 1:3  | 1:2 4:3             | 6:2 5:2        | –              |
| n. V. – Sieg nach Verlängerung; n. P. – Sieg nach Penaltyschießen |                     |                     |                     |                |                     |                     |                |                     |                     |                |                     |                |                |

#### Tabelle der Hauptrunde
Erläuterungen: Direkte Qualifikation für die Play-offs, Erste Play-off-Runde, Saison beendet
Stand: Grunddurchgang beendet
| Rang | Team                 | SP | S  | N  | OTS | OTN | T   | GT  | TVH | Punkte |
| ---- | -------------------- | -- | -- | -- | --- | --- | --- | --- | --- | ------ |
| 1    | EC KAC               | 48 | 30 | 9  | 3   | 6   | 183 | 104 | +79 | 102    |
| 2    | Fehérvár AV19        | 48 | 29 | 13 | 2   | 4   | 161 | 130 | +31 | 95     |
| 3    | EC Red Bull Salzburg | 48 | 24 | 13 | 7   | 4   | 150 | 111 | +39 | 90     |
| 4    | HC Bozen             | 48 | 24 | 19 | 5   | 0   | 147 | 125 | +22 | 82     |
| 5    | Black Wings Linz     | 48 | 21 | 14 | 5   | 8   | 156 | 122 | +34 | 81     |
| 6    | EC VSV               | 48 | 22 | 17 | 5   | 4   | 160 | 139 | +21 | 80     |
| 7    | HC Innsbruck         | 48 | 18 | 15 | 8   | 7   | 139 | 132 | +7  | 77     |
| 8    | HC Pustertal         | 48 | 20 | 18 | 5   | 5   | 145 | 139 | +6  | 75     |
| 9    | HK Olimpija          | 48 | 17 | 21 | 5   | 5   | 150 | 157 | −7  | 66     |
| 10   | Pioneers Vorarlberg  | 48 | 18 | 23 | 4   | 3   | 153 | 157 | −4  | 65     |
| 11   | Vienna Capitals      | 48 | 9  | 25 | 7   | 7   | 114 | 173 | −59 | 48     |
| 12   | Asiago Hockey        | 48 | 8  | 26 | 5   | 9   | 121 | 197 | −76 | 43     |
| 13   | Graz 99ers           | 48 | 6  | 33 | 5   | 4   | 89  | 182 | −93 | 32     |

Legende: Sp = Spiele, S = Siege, N = Niederlagen, OTS = Siege nach Verlängerung, OTN = Niederlage nach Verlängerung, T = Tore, GT = Gegentore, TVH = Torverhältnis

### Topscorer
| Spieler        | Mannschaft          | Sp | T  | V  | P  | +/− | SM |
| -------------- | ------------------- | -- | -- | -- | -- | --- | -- |
| Steven Owre    | Pioneers Vorarlberg | 48 | 31 | 31 | 62 | +11 | 10 |
| Trevor Gooch   | HK Olimpija         | 48 | 24 | 36 | 60 | +11 | 20 |
| John Hughes    | EC VSV              | 45 | 15 | 45 | 60 | +19 | 10 |
| Kevin Roy      | HC Innsbruck        | 47 | 25 | 33 | 58 | +20 | 14 |
| Graham Knott   | Black Wings Linz    | 45 | 23 | 35 | 58 | +37 | 30 |
| János Hári     | Fehérvár AV19       | 47 | 19 | 38 | 57 | +16 | 12 |
| Guus van Nes   | Pioneers Vorarlberg | 48 | 19 | 33 | 52 | +6  | 37 |
| Shawn St-Amant | Black Wings Linz    | 42 | 17 | 33 | 50 | +31 | 12 |
| Nick Petersen  | EC KAC              | 47 | 18 | 31 | 49 | +28 | 16 |
| Jason Akeson   | HC Pustertal        | 47 | 12 | 36 | 48 | −5  | 10 |

### Beste Torhüter
Quelle: eliteprospects.com; Abkürzungen: Sp = Spiele, Min = Eiszeit (in Minuten), S = Siege, N = Niederlagen, SVS = gehaltene Schüsse, Sv% = gehaltene Schüsse (in %), GT = Gegentore, GTS = Gegentorschnitt, SO = Shutouts; Fett: Bestwert
| Spieler                 | Mannschaft            | Sp | Min  | S  | N  | SVS  | Sv%  | GT  | GTS  | SO |
| ----------------------- | --------------------- | -- | ---- | -- | -- | ---- | ---- | --- | ---- | -- |
| Gianluca Vallini        | HC Bozen              | 14 | 741  | 11 | 1  | 282  | 93,4 | 20  | 1,62 | 3  |
| Sebastian Dahm          | EC KAC                | 29 | 1713 | 22 | 6  | 645  | 93,2 | 47  | 1,65 | 3  |
| Rasmus Tirronen         | Black Wings Linz      | 36 | 2178 | 20 | 16 | 920  | 92,4 | 76  | 2,09 | 2  |
| Atte Tolvanen           | EC Salzburg           | 32 | 1900 | 20 | 12 | 730  | 91,6 | 67  | 2,12 | 0  |
| Dominik Horváth         | Fehérvár AV19         | 21 | 1152 | 15 | 4  | 517  | 92,2 | 44  | 2,29 | 1  |
| David Kickert           | EC Salzburg           | 15 | 884  | 10 | 3  | 306  | 89,5 | 36  | 2,44 | 0  |
| Evan Buitenhuis         | HC Innsbruck          | 44 | 2656 | 23 | 21 | 1159 | 91,3 | 110 | 2,49 | 1  |
| Jean-Philippe Lamoureux | EC VSV                | 43 | 2568 | 23 | 19 | 1277 | 91,5 | 118 | 2,76 | 1  |
| Lars Volden             | Graz 99ers            | 37 | 2147 | 11 | 25 | 1057 | 90,9 | 106 | 2,96 | 1  |
| Lukáš Horák             | HK Olimpija Ljubljana | 35 | 2010 | 16 | 18 | 1041 | 91,2 | 100 | 2,99 | 5  |

## Play-offs

### Play-off-Baum
| Pre-Play-offs                                                 | Pre-Play-offs                                                 | Pre-Play-offs                                                 |                                                               | Viertelfinale                                                 | Viertelfinale                                                 | Viertelfinale                                                 |                                                               | Halbfinale                                                    | Halbfinale                                                    | Halbfinale                                                    |   |        | Finale               | Finale | Finale |
|                                                               |                                                               |                                                               |                                                               |                                                               |                                                               |                                                               |                                                               |                                                               |                                                               |                                                               |   |        |                      |        |        |
|                                                               |                                                               |                                                               |                                                               | 1                                                             | EC KAC                                                        | 4                                                             |                                                               |                                                               |                                                               |                                                               |   |        |                      |        |        |
| 10                                                            | Pioneers Vorarlberg                                           | 2                                                             |                                                               |                                                               |                                                               |                                                               |                                                               |                                                               |                                                               |                                                               |   |        |                      |        |        |
| 7                                                             | HC Innsbruck                                                  | 0                                                             |                                                               |                                                               |                                                               | 1                                                             | EC KAC                                                        | 4                                                             |                                                               |                                                               |   |        |                      |        |        |
| 10                                                            | Pioneers Vorarlberg                                           | 2                                                             | 8                                                             | HC Pustertal                                                  | 0                                                             |                                                               |                                                               |                                                               |                                                               |                                                               |   |        |                      |        |        |
|                                                               |                                                               |                                                               | 2                                                             | Fehérvár AV19                                                 | 3                                                             |                                                               |                                                               |                                                               |                                                               |                                                               |   |        |                      |        |        |
| 8                                                             | HC Pustertal                                                  | 4                                                             |                                                               |                                                               |                                                               |                                                               |                                                               |                                                               |                                                               |                                                               |   |        |                      |        |        |
| (Die Teams werden nach den ersten beiden Runden neu gesetzt.) | (Die Teams werden nach den ersten beiden Runden neu gesetzt.) | (Die Teams werden nach den ersten beiden Runden neu gesetzt.) | (Die Teams werden nach den ersten beiden Runden neu gesetzt.) | (Die Teams werden nach den ersten beiden Runden neu gesetzt.) | (Die Teams werden nach den ersten beiden Runden neu gesetzt.) | (Die Teams werden nach den ersten beiden Runden neu gesetzt.) | (Die Teams werden nach den ersten beiden Runden neu gesetzt.) | (Die Teams werden nach den ersten beiden Runden neu gesetzt.) | (Die Teams werden nach den ersten beiden Runden neu gesetzt.) | (Die Teams werden nach den ersten beiden Runden neu gesetzt.) | 1 | EC KAC | 3                    |        |        |
| (Die Teams werden nach den ersten beiden Runden neu gesetzt.) | (Die Teams werden nach den ersten beiden Runden neu gesetzt.) | (Die Teams werden nach den ersten beiden Runden neu gesetzt.) | (Die Teams werden nach den ersten beiden Runden neu gesetzt.) | (Die Teams werden nach den ersten beiden Runden neu gesetzt.) | (Die Teams werden nach den ersten beiden Runden neu gesetzt.) | (Die Teams werden nach den ersten beiden Runden neu gesetzt.) | (Die Teams werden nach den ersten beiden Runden neu gesetzt.) | (Die Teams werden nach den ersten beiden Runden neu gesetzt.) | (Die Teams werden nach den ersten beiden Runden neu gesetzt.) | (Die Teams werden nach den ersten beiden Runden neu gesetzt.) |   | 3      | EC Red Bull Salzburg | 4      |        |
|                                                               |                                                               |                                                               |                                                               | 3                                                             | EC Red Bull Salzburg                                          | 4                                                             |                                                               |                                                               |                                                               |                                                               |   |        |                      |        |        |
| 5                                                             | Black Wings Linz                                              | 1                                                             |                                                               |                                                               |                                                               |                                                               |                                                               |                                                               |                                                               |                                                               |   |        |                      |        |        |
| 8                                                             | HC Pustertal                                                  | 2                                                             |                                                               |                                                               |                                                               | 3                                                             | EC Red Bull Salzburg                                          | 4                                                             |                                                               |                                                               |   |        |                      |        |        |
| 9                                                             | HK Olimpija                                                   | 1                                                             | 4                                                             | HC Bozen                                                      | 3                                                             |                                                               |                                                               |                                                               |                                                               |                                                               |   |        |                      |        |        |
|                                                               |                                                               |                                                               | 4                                                             | HC Bozen                                                      | 4                                                             |                                                               |                                                               |                                                               |                                                               |                                                               |   |        |                      |        |        |
| 6                                                             | EC VSV                                                        | 1                                                             |                                                               |                                                               |                                                               |                                                               |                                                               |                                                               |                                                               |                                                               |   |        |                      |        |        |

### Pre-Play-offs
Die Pre-Play-offs-spiele wurden im Modus „Best of Three“ ausgetragen und fanden am 25., 27. und 29. Februar 2024 statt.
|                                    | Serie | 1                   | 2                   | 3                              |
| ---------------------------------- | ----- | ------------------- | ------------------- | ------------------------------ |
| HC Innsbruck – Pioneers Vorarlberg | 0:2   | 3:6 (1:2, 2:3, 0:1) | 2:5 (1:2, 0:3, 1:0) | –                              |
| HC Pustertal – HK Olimpija         | 2:1   | 3:0 (1:0, 1:0, 1:0) | 2:6 (1:1, 0:3, 1:2) | 4:3 n. V. (2:2, 0:1, 1:0, 1:0) |

### Viertelfinale
Die Viertelfinalspiele wurden im Modus „Best of Seven“ ausgetragen und fanden vom 3. bis zum 16. März 2024 statt.
|                                         | Serie | 1                              | 2                   | 3                              | 4                   | 5                   | 6                   | 7                   |
| --------------------------------------- | ----- | ------------------------------ | ------------------- | ------------------------------ | ------------------- | ------------------- | ------------------- | ------------------- |
| EC KAC – Pioneers Vorarlberg            | 4:2   | 0:2 (0:1, 0:1, 0:0)            | 1:0 (1:0, 0:0, 0:0) | 7:0 (3:0, 4:0, 0:0)            | 3:1 (2:1, 0:0, 1:0) | 1:6 (0:1, 0:4, 1:1) | 5:1 (2:1, 1:0, 2:0) | –                   |
| Fehérvár AV19 – HC Pustertal            | 3:4   | 3:2 n. V. (1:0, 0:2, 1:0, 1:0) | 3:2 (0:1, 1:1, 2:0) | 3:4 n. V. (1:0, 1:3, 1:0, 0:1) | 1:2 (0:0, 1:1, 0:1) | 5:3 (1:0, 3:1, 1:2) | 2:4 (0:2, 1:1, 1:1) | 1:4 (0:1, 1:2, 0:1) |
| EC Red Bull Salzburg – Black Wings Linz | 4:1   | 4:0 (0:0, 2:0, 2:0)            | 2:3 (0:1, 2:1, 0:1) | 5:1 (2:0, 1:1, 2:0)            | 3:2 (2:1, 1:1, 0:0) | 5:1 (2:0, 2:0, 1:1) | –                   | –                   |
| HC Bozen – EC VSV                       | 4:1   | 5:2 (2:0, 2:0, 1:2)            | 4:2 (1:0, 1:1, 2:1) | 6:1 (1:0, 2:0, 3:1)            | 1:6 (1:2, 0:2, 0:2) | 2:1 (1:0, 1:1, 0:0) | –                   | –                   |

### Halbfinale
Die Halbfinalspiele wurden im Modus „Best of Seven“ ausgetragen und fanden am 19., 22., 24., 26., 28. und 30. März sowie 2. April 2024 statt.
|                                 | Serie | 1                   | 2                   | 3                   | 4                   | 5                   | 6                   | 7                              |
| ------------------------------- | ----- | ------------------- | ------------------- | ------------------- | ------------------- | ------------------- | ------------------- | ------------------------------ |
| EC KAC – HC Pustertal           | 4:0   | 7:1 (2:0, 3:0, 2:1) | 4:2 (3:0, 0:0, 1:2) | 3:1 (1:0, 0:0, 2:1) | 5:3 (1:0, 3:1, 1:2) | –                   | –                   | –                              |
| EC Red Bull Salzburg – HC Bozen | 4:3   | 0:2 (0:1, 0:1, 0:0) | 3:1 (0:0, 2:1, 1:0) | 4:3 (0:3, 4:0, 0:0) | 2:3 (0:1, 0:2, 2:0) | 2:3 (1:0, 1:1, 0:2) | 4:1 (1:0, 1:1, 2:0) | 3:2 n. V. (1:0, 0:1, 1:1, 1:0) |

### Finale
Die Finalspiele wurden im Modus „Best of Seven“ ausgetragen und fanden am 5., 7., 9., 12. und wenn nötig am 14., 16. sowie 19. April 2024 statt.
|                               | Serie | 1                              | 2                   | 3                   | 4                                      | 5                              | 6                   | 7                   |
| ----------------------------- | ----- | ------------------------------ | ------------------- | ------------------- | -------------------------------------- | ------------------------------ | ------------------- | ------------------- |
| EC KAC – EC Red Bull Salzburg | 3:4   | 0:1 n. V. (0:0, 0:0, 0:0, 0:1) | 5:2 (1:1, 2:0, 2:1) | 4:2 (0:2, 3:0, 1:0) | 5:6 n. 2. V. (2:0, 0:3, 3:2, 0:0, 0:1) | 2:3 n. V. (1:0, 0:0, 1:2, 0:1) | 4:1 (2:0, 0:1, 2:0) | 2:6 (0:2, 0:2, 2:2) |

## Zuschauerstatistik
Die folgende Tabelle gibt die Zuschauerzahlen der Clubs, sowie der gesamten Liga wieder. Angeführt sind Heim- und Auswärtsspiele, sowie die Gesamtansicht.
|       |                      | Heimspiele | Heimspiele | Heimspiele | Heimspiele | Auswärtsspiele | Auswärtsspiele | Auswärtsspiele | Gesamt | Gesamt    | Gesamt |
| Rang  | Mannschaft           | Sp         | Zu         | Schn       | Ausl       | Sp             | Zu             | Schn           | Sp     | Zu        | Schn   |
| ----- | -------------------- | ---------- | ---------- | ---------- | ---------- | -------------- | -------------- | -------------- | ------ | --------- | ------ |
| 1     | Vienna Capitals      | 24         | 99.572     | 4.148      | 59,07 %    | 24             | 59.764         | 2.490          | 48     | 159.336   | 3.320  |
| 2     | EC KAC               | 33         | 136.066    | 4.123      | 93,52 %    | 32             | 98.189         | 3.068          | 65     | 234.255   | 3.604  |
| 3     | Black Wings Linz     | 26         | 91.952     | 3.536      | 72,68 %    | 26             | 67.926         | 2.612          | 52     | 159.878   | 3.075  |
| 4     | HC Bozen             | 30         | 101.704    | 3.390      | 48,43 %    | 30             | 82.385         | 2.746          | 60     | 184.089   | 3.068  |
| 5     | EC VSV               | 26         | 80.622     | 3.100      | 68,89 %    | 27             | 76.327         | 2.826          | 53     | 156.949   | 2.961  |
| 6     | EC Red Bull Salzburg | 34         | 92.362     | 2.716      | 79,88 %    | 33             | 112.855        | 3.420          | 67     | 205.217   | 3.063  |
| 7     | HC Pustertal         | 30         | 77.236     | 2.574      | 83,03 %    | 31             | 85.589         | 2.760          | 61     | 162.825   | 2.669  |
| 8     | Fehérvár AV19        | 28         | 67.966     | 2.427      | 69,34 %    | 27             | 69.974         | 2.591          | 55     | 137.940   | 2.508  |
| 9     | HC Innsbruck         | 24         | 53.500     | 2.229      | 74,30 %    | 25             | 67.443         | 2.697          | 49     | 120.943   | 2.468  |
| 10    | Graz 99ers           | 23         | 47.400     | 2.060      | 49,93 %    | 23             | 57.997         | 2.521          | 46     | 105.397   | 2.291  |
| 11    | Pioneers Vorarlberg  | 28         | 53.890     | 1.924      | 37,00 %    | 28             | 76.394         | 2.728          | 56     | 130.284   | 2.326  |
| 12    | Asiago Hockey        | 24         | 39.273     | 1.636      | 46,74 %    | 23             | 58.321         | 2.535          | 47     | 97.594    | 2.076  |
| 13    | HK Olimpija          | 25         | 37.755     | 1.510      | 35,95 %    | 26             | 66.134         | 2.543          | 51     | 103.889   | 2.037  |
| SUMME | SUMME                | 355        | 979.298    | 2.759      |            |                |                |                | 710    | 1.958.596 | 2.759  |